# Johann Steinwert von Soest
Johann Steinwert von Soest – eigentlich Johann Grumelkut – (* 1448 in Unna; † 2. Mai 1506 in Frankfurt am Main) war Sänger, Dichter und Arzt.

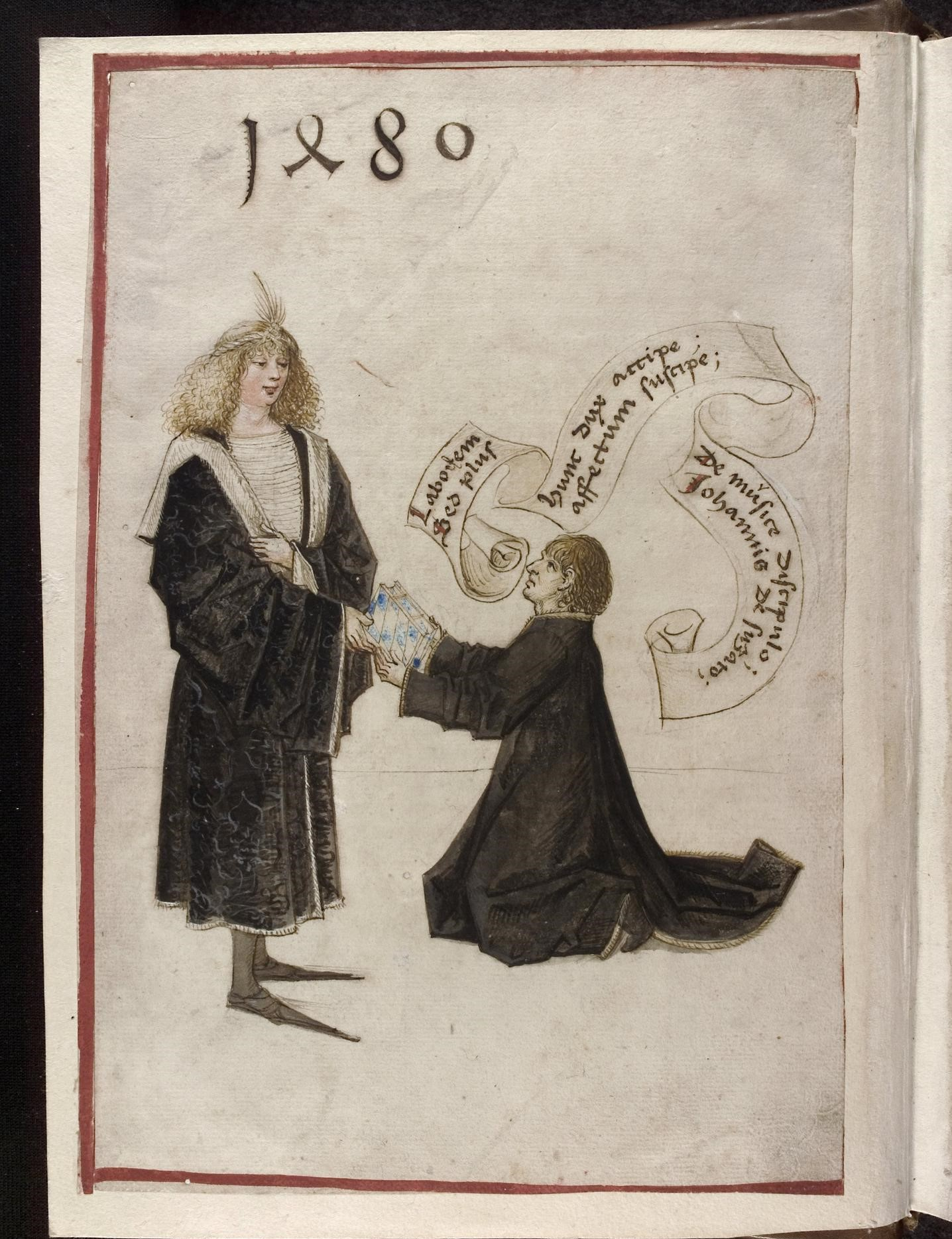
Widmungsbild des Werks Die Kinder von Limburg an den pfälzischen Kurfürsten Philipp I.

## Leben
Johann von Soest wurde 1448 in Unna (Westfalen) geboren. Der Vater Rotscher (Roger) Grumelkut war Steinmetz aus Unna, die Mutter Wendel Husselin stammte aus Werl. Johann hatte zwei jüngere Brüder. Der Vater starb, als Johann drei Jahre alt war.
1457 wurde er Singschüler am Patroklusstift in Soest. Bereits 1460 stieg er aufgrund seiner besonderen Begabung in Solmisation und Polyfonie zum Sänger in der Hofkapelle Herzog Johanns I. von Kleve-Mark auf. Von dort ging er für kurze Zeit nach Brügge; dann wurde er Capellon im Stift Hardenberg (Overijssel). Danach wurde er in Maastricht an der Kollegiats- bzw. Kapitelkirche „Unserer lieben Frau“ als Succentor angestellt. Dort lebte er ausschweifend.
Als er sich zu einer Romreise entschloss, wurde er in Köln von Hermann, dem Propst von St. Gereon, einem Sohn des Landgrafen von Hessen (ab 1480 Erzbischof von Köln) abgefangen und an Ludwig II. von Hessen an den Kasseler Hof weiterempfohlen. Dort wirkte er als Sangesmeister. Nach dem Tod Ludwigs (1471) zog Johann Steinwert weiter nach Heidelberg, wo er die Leitung der Kantorei am Hof von Kurfürst Friedrich I. übernahm. Clara Tott, die musikalisch engagierte Frau des Herrschers, hatte sich für seine Anstellung eingesetzt.
1476 begann Steinwert ein Medizinstudium, welches er 1490 abschloss. Danach wirkte er in Worms und Frankfurt am Main, wo er sich 1500 niederließ, als Stadtarzt.
Im Jahr 1480 schloss der Sänger und Dichter die Übersetzung des Limburg-Romans aus dem Flämischen ab. Er widmete sie dem Kurfürsten Philipp. In der Literaturwissenschaft fand Johann von Soest als Übersetzer niederländischer Vorlagen (so des um 1470 übersetzten Haimonskinder-Gedichtes Die Kinder von Limburg, ursprünglich von Hein van Aken) besonderes Augenmerk. Regional beliebt und bekannt war von Soest durch sein „Spruchgedicht“ zu Ehren der Stadt Frankfurt, das er 1501 veröffentlichte: Eyn Spruchgedicht zu lob und eer der Statt Franckfortt. Rosenfeld und Koller schreiben ihm die Übersetzung der danse macabre von 1485 zu, die später von Knoblochtzer gedruckt wurde und deren handschriftliche Fassung (Kassel) angeblich Pfalzgraf Philipp gewidmet war.
Soest hinterließ eine Autobiografie von 1504 in Gedichtform, die die Grundlage einer psychologischen Biografie des Autors lieferte.

## Werke
- Die Kinder von Limburg. Manfred Klett (Hrsg.). Ed. nach Cod. Pal. Germ. 87, Wien 1975 (Wiener Arbeiten zur germanischen Altertumskunde und Philologie, 1974, 4)
- Eyn Spruchgedicht zu lob und eer der Statt Franckfortt von 1501, wiedergegeben in Zülch (s. u.)
- Dy gemeyn bicht von 1483, ‚ein gereimter Beichtspiegel in fast 1200 deutschen Versen‘ (Die deutsche Literatur vom späten Mittelalter bis zum Barock. Erster Teil. Das ausgehende Mittelalter, Humanismus und Renaissance, 1370–1520, von Hans Ruppich. Zweite Auflage neu bearbeitet von Hedwig Heger. Beck, München 1994, S. 63)
- Wy men wol ein statt regyrn sol, damytt sy lang bestendig blyb von 1495 (vgl. ebd.)
- Verteidigung der unbefleckten Empfängnis Mariens (1502, vgl. ebd.)
- Libellus salutis (1493, vgl. ebd.)
- Autobiographie (um 1505, vgl. ebd.)